# 交配、喂养、杀戮、循环
《交配、喂养、杀戮、循环》（英文：Mate. Feed. Kill. Repeat）是美国重金属乐队活结乐队录制的第一张专辑，也是他们唯一与原主唱安德斯·科斯菲尼（Anders Colsefni）一起发行的专辑。该专辑于1996年10月31日开始发行，限量发行1,000张。1997 年，乐队售出了最后386张唱片。自从活结乐队成名后，这张专辑就受到了歌迷的追捧，原版的售价一度被炒到了高达1,000美元。
《交配、喂养、杀戮、循环》这张专辑在最开始被认为是活结乐队的首张专辑，但后来仅被乐队当作小样。他们在随后的发行的同名专辑中通常包含了其中大部分歌曲但风格大变。乐队花了四个月在爱荷华州得梅因录制了这张专辑。专辑受很多音乐影响，包括放克、爵士乐和迪斯科，但这些风格在活结乐队后续专辑几乎消失了。许多歌词和专辑标题受到了角色扮演游戏《狼人：启示录》的启发。根据Allmusic的说法，这些歌曲比乐队后来的作品更强调“非传统的歌曲创作”和旋律主题。

## 录音及制作
1995 年末，活结乐队和制作人肖恩·麦克马洪（Sean McMahon）进入位于乐队故乡爱荷华州得梅因的SR Audio工作室，开始制作他们的首张专辑。 回想当时，麦克马洪表示，乐队那时“充满动力”，因为他们在录制专辑的四个月里几乎全部时间都花在了录音室里。活结乐队自费40,000美元制作专辑。 第一次录制音乐的挑战，特别是捕捉额外的打击乐元素，让乐队学习成长受益匪浅。
当时乐队的目标是创造一种“部落的声音”，但他们遇到了包括微小的定时错误等问题。但是当时活结乐队通过搭建隔音墙来隔离鼓声并重新排列部分来完善他们的打击乐声音。在1996年2月的混音过程中，吉他手唐尼·斯蒂尔（Donnie Steele）因宗教原因决定离开乐队，克雷格·琼斯（Craig Jones）加入乐队填补了这个空缺。乐队意识到他们在录音中使用了太多的媒体采样，无法在现场复制这些声音。为解决这个问题，琼斯放弃了吉他手的位置，转而担任采样器的职务，此时，米克·汤姆森（Mick Thomson）加入乐队担任吉他手。最初，乐队计划在CD上包含十二首曲目，其中两首 – "Fur" 和 "Part of Me" – 已经出现在他们1995年的第一张演示唱片中。最终，《交配、喂养、杀戮、循环》只发布了八首曲目。乐队在得梅因的The Safari俱乐部举办了发布演出。

## 音乐和歌词
《交配、喂养、杀戮、循环》是一种以新金属和死亡金属为中心的流派混合体。这是乐队最具实验性的作品，与之后乐队闻名的重型风格有很大不同。乐队最初的目标是将各种音乐流派融入到自己的风格，乐队早期的名字"Meld"就是基于这一点。然而，诸如《Slipknot》、《Some Feel》和《Only One》等曲目都受到重金属的影响，尤其是在吉他的演奏中。 《Tattered & Torn》、《Killers Are Quiet》和《Gently》等曲目也包含了乐队在最近的一些作品中保留的缓慢却令人焦虑的风格。这张专辑融入了爵士乐和放克的元素，《Confessions》是该专辑中唯一由这些风格主导的曲目。 《Do Nothing/Bitchslap》可以被认为是专辑中结合了这两种风格的最复杂的歌曲，甚至还融合了迪斯科元素。
专辑标题和大部分歌词都参考了角色扮演游戏《狼人：启示录》 。 主唱安德斯·科斯菲尼和打击乐手肖恩·克拉汉都喜欢这款游戏。这在很大程度上影响了乐队。科斯菲尼说：“（乐队的）吸引力在于能够扮演不同的人”，并宣称这正是活结的精髓。

## 封面
专辑封面展示了由肖恩·克拉汉(Shawn Crahan)制作的金属笼子，乔伊·乔迪森 (Joey Jordison)坐在里面。这个笼子被乔伊·乔迪森命名为“耐心等待锯割血肉”（Patiently Awaiting the Jigsaw Flesh），因为每当他们搬动这个笼子时，总会有人被割伤。它也被称为“死亡牢笼”，是专辑发布派对期间舞台表演的一部分。在乐队演奏进行时，自愿的“受害者”的人会坐在里面。

## 评价
| 評論得分 | 評論得分 |
| 來源     | 評分     |
| -------- | -------- |
| AllMusic | [ 2 ]    |

专辑原版限量发行1000张。自1999年以来，随着乐队的崛起，这张专辑一直是活结乐队粉丝追寻的收藏品。在最初发布时，乐队独立分发这张专辑，送给粉丝、广播电台和唱片公司。 1997年6月13日，-ismist Recordings接管了专辑剩余的386份发行。这些原版专辑的价值后来大幅增长。由于专辑引起了很大的兴趣，而原版数量较少，因此出现了许多盗版版本，包括CD 、 MP3甚至黑胶唱片。
原版CD的条形码是数字“742617000027”，后来成为他们第一张正式发行的《Slipknot》开场曲的名称。
作为2023年10月在澳大利亚和新西兰举行的Nu Metal Mayhem巡演的一部分，原主唱安德斯·科斯菲尼全程演唱这张专辑。

## 曲目列表
| 曲序     | 曲目 | 时长  |
| -------- | --- | ----- |
| 1.       | Slipknot | 6:55  |
| 2.       | Gently | 5:16  |
| 3.       | Do Nothing/Bitchslap | 4:20  |
| 4.       | Only One | 2:33  |
| 5.       | Tattered & Torn | 2:35  |
| 6.       | Confessions | 5:05  |
| 7.       | Some Feel | 3:36  |
| 8.       | Killers Are Quiet（The song "Killers Are Quiet" ends at 10:25. The hidden track "Dogfish Rising" starts at 15:35 after 5 minutes and 10 seconds of industrial sounds.） | 20:42 |
| 总时长： | 总时长： | 51:01 |

## 人员
活结乐队
- 乔伊·乔迪森–鼓
- 保罗·格雷–贝斯、和声
- 肖恩·“小丑”·克拉汉–打击乐、和声
- 安德斯·科斯菲尼 –主唱，附加打击乐
- 唐尼·斯蒂尔–主音吉他手
- 乔什·“纳尔”·布雷纳德–节奏吉他、和声